# Шимизу С-Пулс
Шимизу С-Пулс (на английски: Shimizu Esuparusu) е футболен отбор от Япония, от град Шимицу.
Въпреки че Шизуока е традиционен футболен район в Япония, решението да се създаде футболен отбор идва едва на 4 февруари 1991 г. Първият мач на тима е на 4 юли същата година като гост на Гамба Осака и датата се счита за негов рожден ден. През годините треньори на тима са били Емерсон Леао, Ривелиньои Освалдо Ардилес, а веднага след световните финали в САЩ'94 в тима преминава и световният шампион с Бразилия Роналдао.

## Отличия
- Джей Лига Дивизия 1:
  - Полуфиналист (1): 1999
- Купа на императора:
  - Победител (1): 2001
  - Полуфиналист (3): 1998, 2000, 2005
- Купа на лигата:
  - Победител (1): 1996
  - Полуфиналист (3): 1992, 1993, 2008
- Супер купа:
  - Победител (2): 2001, 2002
  - Полуфиналист (1): 1999
- Купа на носителите на купи на Азия:
  - Победител (1): 2000
- Супер купа на Азия:
  - Полуфиналист (1): 2000

## Известни бивши играчи
- Алекс (Бразилия/Япония)
- Джалминя (Бразилия)
- Емерсон (Бразилия)
- Роналдао(Бразилия)
- Даниеле Масаро (Италия)
- Игор Цвитанович (Хърватска)

## Български футболисти
- Ахмед Ахмедов: 2025...

## Известни бивши треньори
- Емерсон Леао (Бразилия) 1992/94
- Ривелиньо (Бразилия) 1994
- Освалдо Ардилес (Аржентина) 1996/98
- Стив Перимън(Англия) 1998/2000